# Alfredo D'Attorre
Alfredo D'Attorre (Melfi, 30 agosto 1973) è un politico e filosofo italiano.

## Biografia
Nato a Melfi, in provincia di Potenza, vive a Roma.
Ammesso nel 1992 alla Scuola Normale Superiore di Pisa, si è laureato in filosofia nel 1997. Ha poi conseguito un dottorato di ricerca in filosofia e scienze umane presso la Scuola Superiore Sant'Anna di Pisa.
Ha compiuto soggiorni di studio e di ricerca a Monaco di Baviera, Saarbrücken, Oxford e Berlino.
Ha pubblicato saggi di teoria politica e giuridica su diverse riviste scientifiche nazionali e internazionali e due monografie: Perché gli uomini ubbidiscono. Max Weber e l'analisi della socialità umana (Napoli 2004) e L'Europa e il ritorno del 'politico'. Diritto e sovranità nel processo di integrazione (Torino 2020).
È attualmente professore associato in filosofia del diritto presso l'Università degli Studi di Salerno.

## Attività politica
È stato segretario provinciale dei Democratici di Sinistra a Salerno dal 2004 al 2007, e dal febbraio 2012 commissario del PD regionale in Calabria.
Alle elezioni politiche del 2013 è stato candidato alla Camera dei deputati, ed eletto deputato nella circoscrizione Calabria tra le liste del Partito Democratico, e quindi assegnato al suo gruppo parlamentare di appartenenza. Nel corso della XVII legislatura della Repubblica è stato componente della 1ª Commissione Affari costituzionali, della Presidenza del Consiglio e interni, oltre che della Giunta per il Regolamento.
Vicino politicamente all'ex segretario del PD Pier Luigi Bersani, il 5 giugno 2013 è stato scelto come Responsabile nazionale per le Riforme del Partito Democratico, nella nuova segreteria nazionale guidata dal "reggente" Guglielmo Epifani.
Il 3 novembre 2015, in contrasto con le politiche liberali e centriste di Matteo Renzi e del suo governo, lascia il Partito Democratico, assieme a Stefano Fassina, Vincenzo Folino e Carlo Galli, e iscrivendosi al gruppo parlamentare "Sinistra Italiana-Sinistra Ecologia Libertà (SI-SEL)".
Su Il Fatto Quotidiano, nel 26 ottobre 2016, scrive un articolo fortemente critico sulle modalità di costruzione e di funzionamento dell'unione monetaria europea.
Nel febbraio 2017, dopo l'uscita di Pier Luigi Bersani, Massimo D'Alema e Roberto Speranza dal Partito Democratico, partecipa alla fondazione di Articolo 1 - Movimento Democratico e Progressista.
In vista delle elezioni politiche del 4 marzo 2018, partecipa con Articolo Uno alla costruzione della lista di Liberi e Uguali e viene candidato come capolista nella circoscrizione di Lazio 2, senza però essere rieletto.
Ad aprile 2019 Roberto Speranza, neo-eletto segretario di Articolo Uno, lo nomina nella segreteria nazionale del partito, con la responsabilità degli Enti locali e dell'ordinamento dello Stato.
Nell'ottobre del 2019 viene nominato dal ministro della Salute Roberto Speranza consigliere "per le questioni relative all'etica e alla bioetica".
Nell'aprile 2023 entra a far parte della nuova segreteria del Partito Democratico guidato da Elly Schlein, con delega all'università. Nel giugno 2023 Articolo Uno si scioglie e confluisce ufficialmente nel PD.

## Vita privata
Ha avuto una relazione con Sara Manfuso, ex modella e commentatrice televisiva, con cui ha avuto una figlia. I rapporti tra i due sono rimasti sereni.